# Hufflepuff
Hufflepuff es una de las cuatro casas en las que se dividen los estudiantes del Colegio Hogwarts de Magia y Hechicería en el universo de fantasía y ficción de los libros de Harry Potter.
Esta casa fue fundada por Helga Hufflepuff. Esta casa resalta las virtudes de aquellos que son justos, leales y que no temen el trabajo pesado. Sus estudiantes son honestos, trabajadores y justos.

## Datos y características principales de la casa Hufflepuff
- Jefa de la casa: Pomona Sprout.
- Colores representativos: amarillo.
- Animal representativo: tejón.
- Fundadora: Helga Hufflepuff.
- Fantasma: El Fraile Gordo.
- Características: justos, leales y trabajadores. Los hufflepuff son buenas personas y suelen caer bien a todo el mundo. Son pacientes, tolerantes y siempre harán todo de forma honrada, sin hacer trampas y respetando las reglas.
- Localización: la entrada a la sala común está escondida en una pila de grandes barriles en un hueco a la derecha del corredor de la cocina. Golpea el segundo barril empezando a contar desde abajo, en medio de la segunda línea, siguiendo el ritmo de “Helga Hufflepuff” y la tapa se abrirá. Es la única casa de Hogwarts que tiene una forma de repeler a los extraños. Si se golpea la tapa equivocada o el ritmo no es el correcto, el intruso será bañado en vinagre.
- Reliquia más preciada: la copa de Helga Hufflepuff, que más tarde se convirtió en un Horrocrux por lord Voldemort que se la robó a una anciana llamada Hepzibah Smith.
- Significado del nombre: es un desarrollo a partir de los verbos ingleses "huff" (jadear) y "puff" (resoplido), en relación con la laboriosidad que se les atribuye a sus miembros.
- Curiosidades: la sala común de Hufflepuff se encuentra al lado de las cocinas (los sótanos) debido a que Helga Hufflepuff tenía un gran arte en la gastronomía y muchas de sus recetas las siguen usando los elfos de Hogwarts.
- Elemento de Hufflepuff: tierra, asociada a la laboriosidad propia de esta casa.

## Listado de alumnos famosos
- Pomona Sprout
- Silvanus Kettleburn
- Cedric Diggory
- Ernie Macmillan
- Hannah Abbott
- Susan Bones
- Justin Finch-Fletchley
- Nymphadora Tonks
- Zacharias Smith
- Laura Madley
- Kevin Whitby
- Grogan Stump
- Newt Scamander
- Eleanor Branstone
- Owen Cauldwell
- Artemesia Lufkin
- Dugald McPhail
- Bridget Wenlock
- Hengist de Woodcroft
- Theseus Scamander
- Edward Lupin

Otros alumnos:
- Stebbins (visto en el Baile de Navidad)
- Summers (mencionado por Albus Dumbledore a los gemelos Weasley cuando intentan atravesar la línea de edad que rodea el cáliz de fuego, probablemente él también usó la Poción Envejecedora)
- Summerby (Buscador del equipo de Quidditch de Hufflepuff)
- Cadwallader (Cazador del equipo de Quidditch de Hufflepuff)

Durante un especial de TV en el 2001 llamado "Harry Potter and me", J. K. Rowling mostró a la cámara un cuaderno con una lista de algunos alumnos del año de Harry. Aparecía el nombre de cada estudiante con su género, casa y ascendencia. Estos apuntes no son considerados porque muchos de los personajes han experimentado cambios significantivos. Por ejemplo, Michael Corner y Anthony Goldstein están incluidos en la casa Hufflepuff en los apuntes, pero, cuando estos personajes entraron en Harry Potter y la Orden del Fénix, ambos eran de Ravenclaw, incluso Anthony Goldstein es uno de los prefectos de Ravenclaw.
Existen muchos estudiantes en el año de Harry que han sido mencionados en los libros, pero aún no han sido presentados en los libros actuales. Los Hufflepuffs que aparecen abajo, pero muchos de los nombres y casas pueden cambiar si aparecen en las series apropiadas.
- Wayne Hopkins es nombrado como hombre, Hufflepuff de sangre mestiza.
- Megan Jones es nombrada como mujer, Hufflepuff de sangre mestiza.

## Equipo dequidditchde Hufflepuff
Cada casa de Hogwarts posee un equipo de quidditch para jugarse la copa de quidditch cada año.
El equipo de quidditch de Hufflepuff va vestido de color amarillo.
Jugadores del Equipo de Quidditch de Hufflepuff:
- Capitán/a: Cedric Diggory
- Guardián/a: Herbert Fleet
- Cazador/a: Tamsin Applebee
- Cazador/a: Cadwallader
- Cazador/a: Heidi Macavoy
- Cazador/a: Malcolm Preece
- Cazador/a: Zacharias Smiths

- Golpeadora/a: Maxine O'Flaherty
- Golpeadora/a: Anthony Rickett
- Buscador/a: Summerby y Cedric Diggory